# Округ Јорк (Јужна Каролина)
Округ Јорк (енгл. York County) је округ у америчкој савезној држави Јужна Каролина. По попису из 2010. године број становника је 226.073.

## Демографија
Према попису становништва из 2010. у округу је живело 226.073 становника, што је 61.459 (37,3%) становника више него 2000. године.
| Група             | 2000.           | 2010.           |
| Белци             | 125.737 (76,4%) | 164.371 (72,7%) |
| Афроамериканци    | 31.532 (19,2%)  | 43.003 (19,0%)  |
| Азијати           | 1.459 (0,9%)    | 3.413 (1,5%)    |
| Хиспаноамериканци | 3.220 (2,0%)    | 10.075 (4,5%)   |
| Укупно            | 164.614         | 226.073         |